# Via dei Pispini
Via dei Pispini è una strada del centro storico di Siena, in Toscana.
La strada si trova nel terzo di San Martino, all'interno del territorio della Nobile Contrada del Nicchio, e mette in collegamento via di Pantaneto con la Porta dei Pispini. Deve il suo nome alla fontana cinquecentesca realizzata per il popolo dell'Abbadia Nuova presso il convento di Santa Chiara.

## Storia
La strada ha inizio sul lato nord-orientale di via di Pantaneto, per poi proseguire verso piazza Santo Spirito e scendere dunque a valle fino al limite delle mura urbane alla Porta dei Pispini. Si trattava dell'antica direttrice che collegava Arezzo a Siena e che entrava in città attraverso la scomparsa porta di San Giorgio (situata tra la chiesa omonima e Samoreci). La strada finì inglobata nella città nel corso dei secoli mano mano che procedeva l'ampliamento della cinta muraria nel settore orientale. Lungo questa direttrice, all'inizio del XIII secolo sorse il rione dell'Abbadia Nuova.
L'odonimo è dovuto alla presenza della fonte cinquecentesca presso Santa Chiara (o Abbadia Nuova), popolarmente chiamata "pispini" a causa della sua struttura a vasche sovrapposte con getti d'acqua zampillanti. Il termine "pispino", o "pispinello", indicava sin dal XV secolo proprio lo zampillo d'acqua, e ancora oggi a Siena il rubinetto di una fontana è chiamato "pispolo". La peculiarità dei getti della fontana rese questo luogo caro ai senesi, che iniziarono a riferirsi con il nome di "Pispini" all'intera strada. Il tratto da Pantaneto alla chiesa di San Gaetano prendeva il nome di "via di San Viene", mentre la parte dalla chiesa alla porta si chiamava "via dell'Abbadia Nuova". Fu nel 1871 che la strada venne ufficialmente denominata "via dei Pispini". La fontana fu spostata nel 1937 in piazza Santo Spirito, al fine di consentire l'accesso meccanizzato alla caserma di Santa Chiara, per poi ritornare nella sua sede originaria nel 2001.

## Descrizione
Da via di Pantaneto la strada raggiunge piazza Santo Spirito, dopo avere oltrepassato l'edificio postale, e prosegue restringendosi fino alla chiesa di San Gaetano di Thiene, alla biforcazione con via dell'Oliviera, dove l'asse stradale si allarga. All'altezza della caserma dell'ex convento di Santa Chiara, o dell'Abbadia Nuova, si trovano la fonte dei Pispini e l'ex chiesa di Santo Stefano Protomartire, sede dell'associazione di contrada "La Pania". La strada termina dopo la chiesa di San Giacinto presso la piazzetta Mario Cioni, dove esce dalla cinta muraria tramite la Porta dei Pispini.

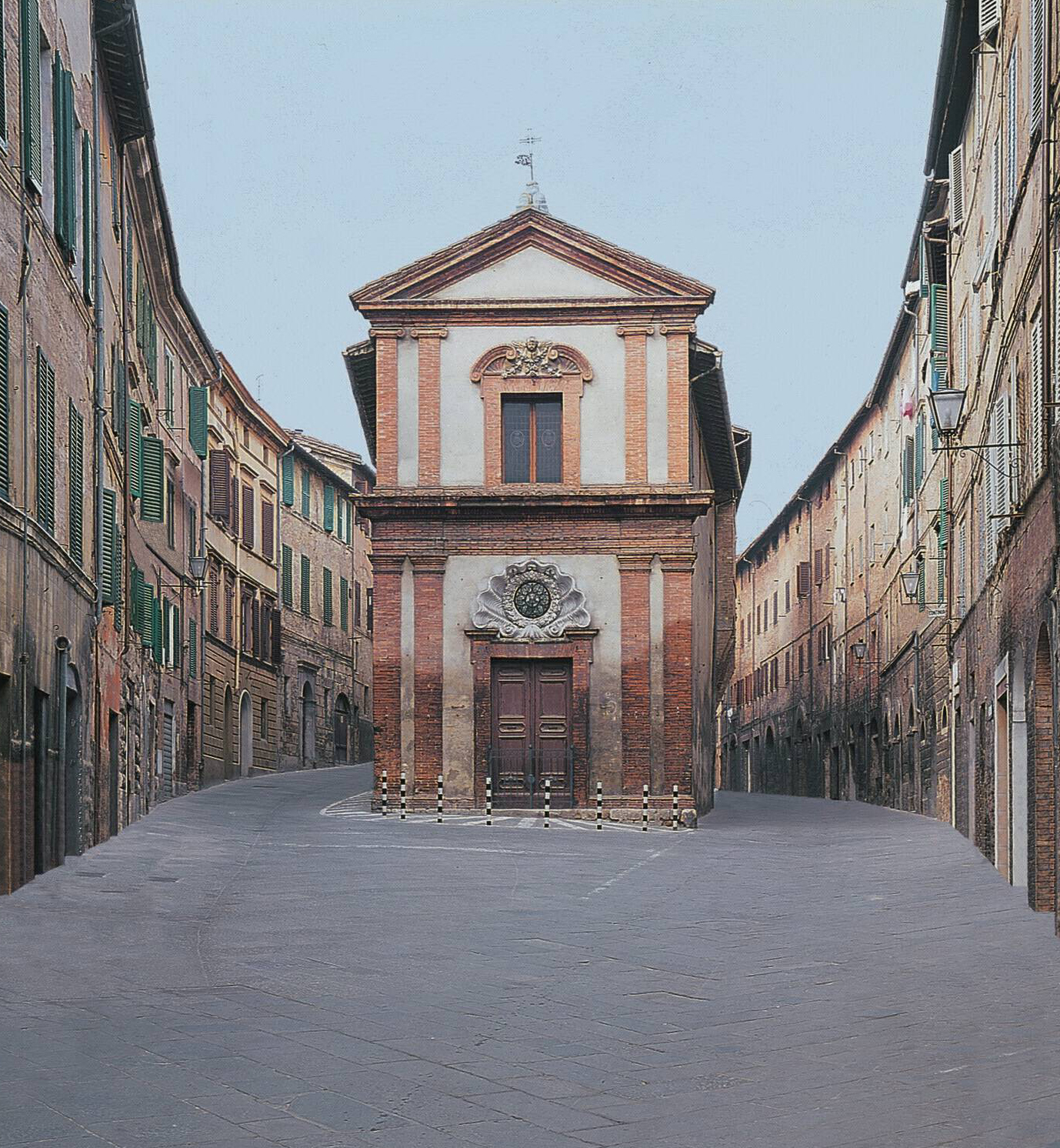
La chiesa di San Gaetano di Thiene
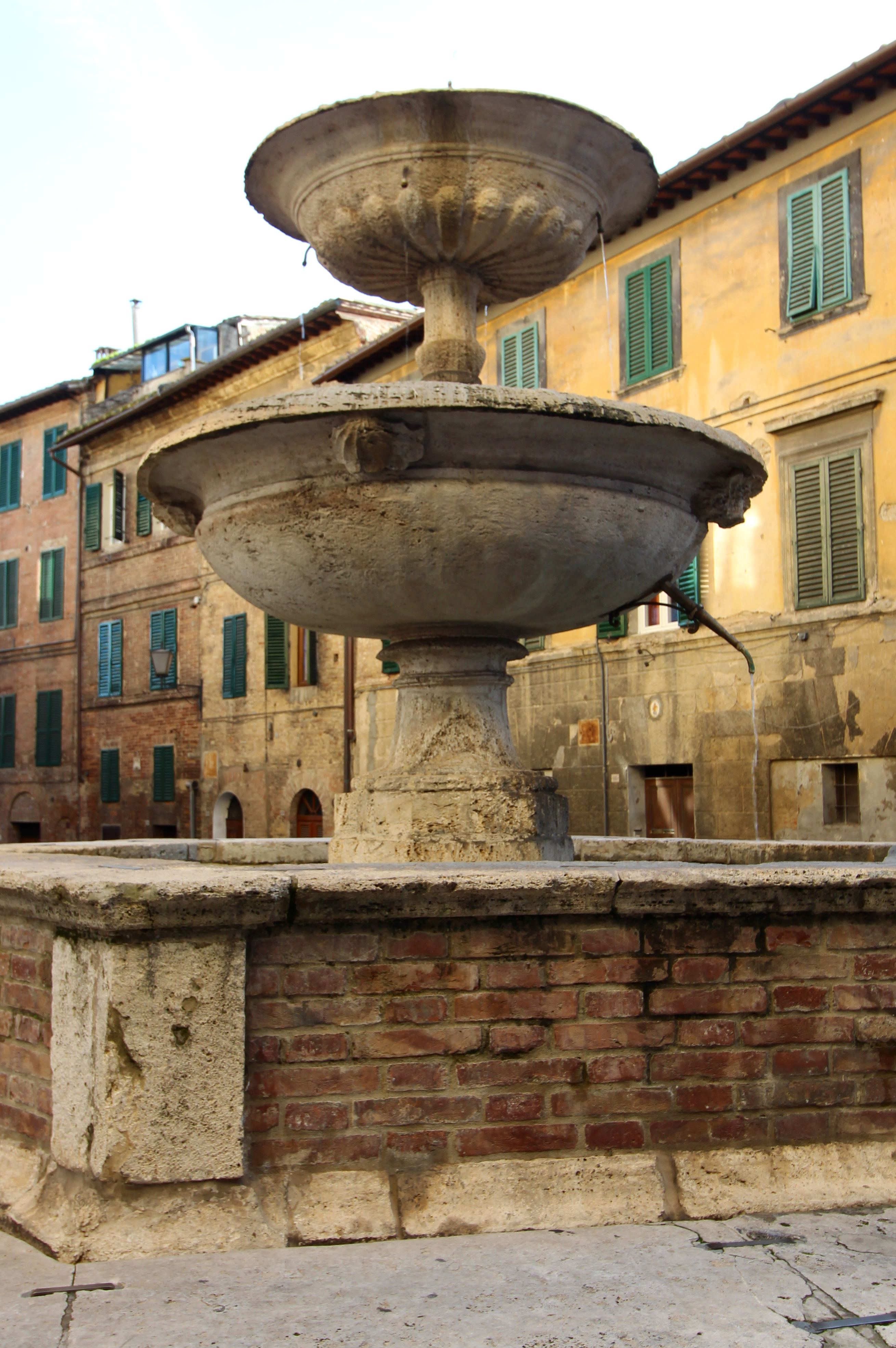
La fontana dei Pispini
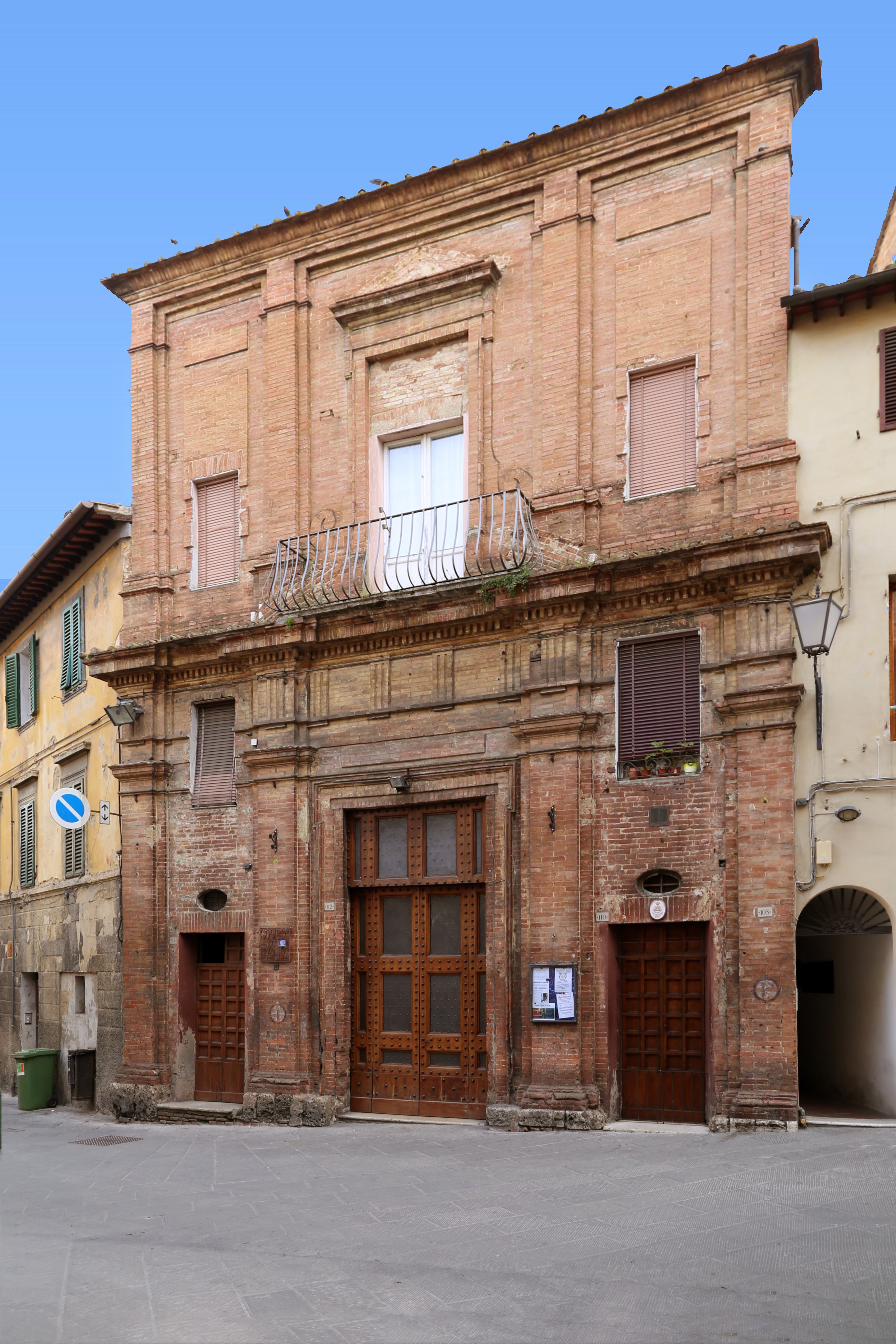
L'ex chiesa di Santo Stefano Protomartire